# Круховський Іван
Іва́н Крухо́вський (1818 року — ?) — селянин з Хотимира, політичний та громадський діяч Галичини середини XIX століття, посол до Австрійського парламенту 1848 року.
Член Райхстагу від 10 липня 1848 року до 7 березня 1849 року. Обраний від Городенківського округу.
7 березня 1849 року парламент був розпущений і парламентарі втратили повноваження.